# Министерство сельского хозяйства и аграрной реформы Сирии
Министерство сельского хозяйства и аграрной реформы Сирии — правительственное министерство Сирийской Арабской Республики, ответственное за сельское хозяйство в стране.

## Министры сельского хозяйства
- Адель Сафар (10 сентября 2003 — 14 апреля 2011)
- Мухамед Габаш (1 ноября 1987 — ?)
- Рияд Фарид Хиджаб (14 апреля 2011 — 6 августа 2012)
- Субхи Ахмед Абдулла (6 августа 2012 — 9 февраля 2013)
- Ахмед аль-Кадри (9 февраля 2013 — 30 августа 2020)
- Мухаммед Хассан Катнан (30 августа 2020 — 23 сентября 2024)[1]
- Файез аль-Микдад (23 сентября — 8 декабря 2024)[2]
- Мухаммед аль-Ахмед[англ.] (10 декабря 2024 — 29 марта 2025)
- Амджад Бадр (с 29 марта 2025)